# ヨシタケシンスケ
ヨシタケ シンスケ（吉竹 伸介、1973年6月17日 - ）は、日本の神奈川県茅ヶ崎市生まれのイラストレーター、絵本作家である。イラストレーターとして児童書の挿絵、装画、広告美術など多岐にわたる分野で活動しているほか、日常のひとこまをコミカルに切り取ったスケッチ集『しかもフタが無い』『そのうちプラン』などの著書を著している。
茅ヶ崎市立浜須賀小学校、茅ヶ崎市立浜須賀中学校、神奈川県立茅ケ崎北陵高等学校、筑波大学芸術専門学群卒業。筑波大学大学院芸術研究科総合造形コース修士課程修了。

## 経歴
1998年に大学の仲間たちとともに共同アトリエ「スタジオビッグアート」を結成。2007年に「パンタグラフ」と改称し、立体造形を得意とするクリエイティブユニットとして幅広い分野で活動する。活動拠点は横浜市神奈川区に置く。
2013年、初のオリジナル絵本作品『りんごかもしれない』を刊行。「りんご」をめぐる様々なアイディアが展開する、筋立てのない絵本で、以後『ぼくのニセモノをつくるには』『このあとどうしちゃおう』と続くこのシリーズは「発想絵本」と呼ばれている。『りんごかもしれない』はMOE絵本屋さん大賞第1位を獲得、第61回産経児童出版文化賞美術賞を受賞。『ぼくのニセモノをつくるには』は第2回長野県絵本大賞CONTEMPORARY部門を受賞。
2015年には「発想絵本」を中心とした創作活動に対して第8回（池田晶子記念）わたくし、つまりNobody賞が贈られている。また同年出版の絵本『もうぬげない』はツイッターなどのSNSで話題となった、同書で2016年、第26回けんぶち絵本の里大賞を受賞。『おしっこちょっぴりもれたろう』で第29回けんぶち絵本の里大賞を受賞。2男の父。
2022年6月時点で、出版した絵本の累計発行部数は約600万部に達し、10か国以上での翻訳出版もされている。

## 作風と特徴
ヨシタケ自身は線画を描くのみで着色はほとんどデザイナーに任せているという。抽象画は一切描くことができないと公言している。

## 影響
影響を受けた人物にヘンリー・ダーガーを挙げており、マンガでは、いしいひさいち『ドーナツブックス』、いがらしみきお『ぼのぼの』、榎本俊二『GOLDEN LUCKY』、松本大洋『ピンポン』、高野文子『るきさん』などからの影響を語っている。

## 受賞歴
| 受賞年 | 賞名                                          | 対象作品                                                 | 備考 |
| ------ | --------------------------------------------- | -------------------------------------------------------- | ---- |
| 2013年 | 第6回 MOE絵本屋さん大賞 第1位                 | 『りんごかもしれない』                                   |      |
| 2013年 | 第2回静岡書店大賞 第3位                       | 『りんごかもしれない』                                   |      |
| 2014年 | 第61回 産経児童出版文化賞 美術賞              | 『りんごかもしれない』                                   |      |
| 2015年 | 第8回（池田晶子記念）わたくし、つまりNobody賞 | 「発想絵本」作品                                         |      |
| 2015年 | 第8回 MOE絵本屋さん大賞 第1位                 | 『りゆうがあります』                                     |      |
| 2015年 | 第2回 長野県絵本大賞 CONTEMPORARY部門         | 『ぼくのニセモノをつくるには』                           |      |
| 2016年 | 第51回 新風賞                                 | 『このあとどうしちゃおう』                               |      |
| 2016年 | 第26回 けんぶち絵本の里大賞 大賞              | 『もう ぬげない』                                        |      |
| 2016年 | 第9回 MOE絵本屋さん大賞 第1位                 | 『もう ぬげない』                                        |      |
| 2017年 | 第27回 けんぶち絵本の里大賞 びばからす賞      | 『なつみはなんにでもなれる』                             |      |
| 2017年 | 第10回 MOE絵本屋さん大賞 第1位                | 『なつみはなんにでもなれる』                             |      |
| 2017年 | ボローニャ・ラガッツィ賞特別賞                | 『もう ぬげない』                                        |      |
| 2018年 | 第28回 けんぶち絵本の里大賞 びばからす賞      | 『こねて のばして』                                      |      |
| 2018年 | 第11回 MOE絵本屋さん大賞 第1位                | 『おしっこちょっぴりもれたろう』                         |      |
| 2019年 | 第29回 けんぶち絵本の里大賞 大賞              | 『おしっこちょっぴりもれたろう』                         |      |
| 2019年 | 第29回 けんぶち絵本の里大賞 びばからす賞      | 『みえるとか みえないとか』                              |      |
| 2019年 | 第12回 MOE絵本屋さん大賞 第2位                | 『ころべばいいのに』                                     |      |
| 2019年 | ニューヨーク・タイムズ最優秀絵本賞            | 『つまんない つまんない』                                |      |
| 2020年 | 第30回 けんぶち絵本の里大賞 大賞              | 『ころべばいいのに』                                     |      |
| 2020年 | 第30回 けんぶち絵本の里大賞 びばからす賞      | 『わたしのわごむはわたさない』                           |      |
| 2020年 | 第13回 MOE絵本屋さん大賞 第1位                | 『あつかったら ぬげばいい』                              |      |
| 2021年 | 第31回 けんぶち絵本の里大賞 大賞              | 『ねぐせのしくみ』                                       |      |
| 2021年 | 第14回 MOE絵本屋さん大賞 第1位                | 『あんなに あんなに』                                    |      |
| 2022年 | 第32回 けんぶち絵本の里大賞 大賞              | 『あきらがあけてあげるから』                             |      |
| 2022年 | 第2回 やなせたかし文化賞                      | 『あきらがあけてあげるから』                             |      |
| 2022年 | 第15回 MOE絵本屋さん大賞 第2位                | 『かみはこんなに くちゃくちゃだけど』                    |      |
| 2023年 | 第33回 けんぶち絵本の里大賞 大賞              | 『かみはこんなに くちゃくちゃだけど』                    |      |
| 2023年 | 第16回 MOE絵本屋さん大賞 第2位                | 『メメンとモリ』                                         |      |
| 2024年 | 第34回 けんぶち絵本の里大賞 びばからす賞      | 『一年一組 せんせいあのね こどものつぶやきセレクション』 |      |

## 著書

### イラスト集・スケッチ集
- しかもフタが無い（PARCO出版、2003年9月）ISBN 9784891946630
  - 筑摩書房〈ちくま文庫〉、2023年3月 ISBN 978-4480438751
- やっぱり今日でした（ソニーマガジンズ、2004年11月）ISBN 9784789724098
- じゃあ君が好き（主婦と生活社、2005年9月/新装版2016年6月）ISBN 9784391131314（2005年9月）/ISBN 9784391149128（2016年6月）
- ブラック会社限界対策委員会（パルコ、2009年11月）ISBN 9784891948122
- そのうちプラン（遊タイム出版、2011年8月）ISBN 9784860103019
- 結局できずじまい（講談社、2013年1月）ISBN 9784062181815
- せまいぞドキドキ（講談社、2013年1月）ISBN 9784062181822
- デリカシー体操（グラフィック社、2016年3月）ISBN 9784766128994

### 絵本
- 子ども・大人（野上暁、ひこ・田中文、大月書店、2009年10月）ISBN 9784272406661
- レッツとネコさん（ひこ・田中文、そうえん社、2010年7月）ISBN 9784882644729
  - （新装版）講談社、2018年6月 ISBN 978-4062210645
- レッツのふみだい（ひこ・田中文、そうえん社、2010年10月）ISBN 9784882644743
  - （新装版）講談社、2018年7月 ISBN 978-4062210652
- レッツがおつかい（ひこ・田中文、そうえん社、2011年1月）ISBN 9784062210669
  - （新装版）講談社、2018年8月 ISBN 978-4062210669
- りんごかもしれない（ブロンズ新社、2013年4月）ISBN 9784893095626
- ぼくのニセモノをつくるには（ブロンズ新社、2014年9月）ISBN 9784893095916
- りゆうがあります（PHP研究所、2015年3月）ISBN 9784569784601
- 本屋さんで探す「明日のカルタ」（倉本美津留文、主婦の友社、2015年7月）ISBN 9784072990391
- ふまんがあります（PHP研究所、2015年9月）ISBN 9784569785028
- もうぬげない（ブロンズ新社、2015年10月）ISBN 9784893096098
- このあとどうしちゃおう（ブロンズ新社、2016年4月）ISBN 9784893096173
- ハルとカナ（ひこ・田中文、講談社、2016年8月）ISBN 9784062200998
- ことわざ生活あっち篇（あかいわしゅうご文、草思社、2016年11月）ISBN 9784794222411
- ことわざ生活こっち篇（あかいわしゅうご文、草思社、2016年11月）ISBN 978-4794222152
- なつみはなんにでもなれる（PHP研究所、2016年12月）ISBN 9784569786063
- つまんない つまんない（白泉社、2017年5月）ISBN 9784592762102
- こねてのばして（ブロンズ新社、2017年10月）ISBN 9784893096371
- おしっこちょっぴりもれたろう（PHP研究所、2018年6月）ISBN 9784569787787
- みえるとかみえないとか（伊藤亜紗相談、アリス館、2018年7月）ISBN 9784752008422
- それしか ないわけ ないでしょう（白泉社、2018年11月）ISBN 9784592762379 - 2023年アニメ化[32]
- ころべばいいのに（ブロンズ新社、2019年6月）ISBN 9784893096609
- わたしのわごむはわたさない（PHP研究所、2019年11月）ISBN 9784569789002
- なんだろうなんだろう（光村図書出版、2019年12月）ISBN 9784813802648
- もしものせかい（赤ちゃんとママ社、2020年1月）ISBN 9784870141469
- レッツはおなか（ひこ・田中文、講談社、2020年4月）ISBN 978-4065184165
- ねぐせのしくみ（ブロンズ新社、2020年7月）ISBN 9784893096753
- あつかったら ぬげばいい（白泉社、2020年8月）ISBN 9784592762744
- にげてさがして（赤ちゃんとママ社、2021年2月）ISBN 978-4870141537
- あきらがあけてあげるから（PHP研究所、2021年4月）ISBN 978-4569789934
- あんなに あんなに（ポプラ社、2021年6月）ISBN 978-4591169827
- かもしれないボックス（ブロンズ新社、2021年10月）ISBN 9784893096975
- どうしちゃおうボックス（ブロンズ新社、2021年10月）ISBN 9784893096982
- レッツもよみます（ひこ・田中文、講談社、2022年2月）ISBN 978-4065269619
- かみはこんなに くちゃくちゃだけど（白泉社、2022年4月）ISBN 9784592763000
- ぼくはいったい どこにいるんだ（ブロンズ新社、2023年3月）
- メメンとモリ（KADOKAWA、2023年5月） ISBN 978-4041133958
- おしごとそうだんセンター（集英社、2024年2月）ISBN 978-4087718584
- ちょっぴりながもち するそうです（白泉社、2024年6月） ISBN 978-4592763468
- しばらくあかちゃんになりますので(PHP研究所、2024年9月)　ISBN　978-4-569-88185-0
- そういうゲーム（株式会社KADOKAWA、2024年11月）ISBN 9784041155288
- まてないの（ブロンズ新社、2025年3月）ISBN 978-4-89309-741-5

### 書籍
- 世界を平和にするためのささやかな提案（黒柳徹子ら21人との共著、河出書房新社、2015年5月）ISBN 9784309616940 - 「おもしろいことを考える」の章を寄稿。
- ヨチヨチ父 とまどう日々（赤ちゃんとママ社、2017年4月）ISBN 9784870141261
- あるかしら書店（ポプラ社、2017年6月）ISBN 9784591154441
- 思わず考えちゃう（新潮社、2019年3月）ISBN 9784103524519
- みらいめがね それでは息がつまるので（荻上チキ共著、暮しの手帖社、2019年5月）ISBN 9784766002126
- みらいめがね2 苦手科目は「人生」です（荻上チキ共著、暮しの手帖社、2019年9月）ISBN 978-4766002225
- ものは言いよう（白泉社、2019年12月）ISBN 9784592733010
- モヤモヤそうだんクリニック（池谷裕二共著、NHK出版、2020年6月）ISBN 978-4140818220
- 欲が出ました（新潮社、2020年7月）ISBN 9784103524526
- その本は（又吉直樹共著、ポプラ社、2022年7月）ISBN 9784591174326
- 日々憶測（光村図書出版、2022年12月）ISBN 978-4813804215
- もりあがれ!タイダーン ヨシタケシンスケ対談集（白泉社、2023年7月）ISBN 978-4592733140 - 糸井重里、かこさとし、岸本佐知子、クリハラタカシ、坂崎千春、柴田元幸、junaida、鈴木のりたけ、ブレイディみかこ、穂村弘、モリナガ・ヨウとの対談集。
- こんな世界でギリギリいきています　みらいめがね３（荻上チキ共著、暮しの手帖社、2024年11月）　ISBN 978-4-7660-0242-3

## イラスト
- ガ－シェン・カウフマン、レヴ・ラファエル、パメラ・エスペランド著、和歌山友子訳『強い自分になる方法―心のちからを育てよう』（筑摩書房、2005年3月）
- 海堂尊『医学のたまご』（理論社、2008年1月 / KADOKAWA〈角川文庫〉、2020年4月）
- 黒井勇人『ブラック会社に勤めてるんだが、もう俺は限界かもしれない』（新潮社、2008年6月）
- 池内了『時間とは何か』（講談社、2008年7月）
- 大輪教授・飯高茂『ウケる数学!』（メディアファクトリー、2008年7月）
- 海堂尊『トリセツ・カラダ カラダ地図を描こう』（宝島社、2009年11月 / 宝島社新書、2019年6月）
- イチハラヒロコ『イチハラヒロコの愛と笑いの日々』（ART NPO TACO、2010年8月）
- 清水由美『日本人の日本語知らず。』（世界文化社、2010年11月）
  - （改題）『日本語びいき』（中央公論新社〈中公文庫〉、2018年8月）
- 菊地秀行『邪神金融道』（創土社、2012年10月）
- 斉藤洋『コリドラス・テイルズ』（偕成社、2012年10月）
- 木野孔司・齋藤博『100歳まで自分の歯を残す4つの方法』（講談社、2013年3月 / 改定新版 2019年5月）
- 海堂尊『トリセツ・ヤマイ ヤマイ世界を俯瞰する』（宝島社、2013年5月）
- 五十嵐隆監修『全国30こども病院の与薬・服薬説明事例にもとづく 乳幼児・小児服薬介助ハンドブック』（じほう、2013年11月）
- 田中美穂/蜂ヶ崎令子『看護学生のための実習の前に読む本』（医学書院、2015年2月）
- 細谷功『やわらかい頭の作り方: 身の回りの見えない構造を解明する』（筑摩書房、2015年3月）
- 黄川田徹『鼻のせいかもしれません: 親子で読む鼻と発育の意外な関係』（筑摩書房、2015年6月）
- 齋藤孝『声に出して読みたい 小中学生にもわかる日本国憲法』（岩崎書店、2015年7月）
- 藤江じゅん『サッカク探偵団 あやかし月夜の宝石どろぼう』（角川書店、2015年7月）
- 藤江じゅん『サッカク探偵団 (2) おばけ坂の神かくし』（角川書店、2015年12月）
- 五十嵐隆監修『こどもの医療に携わる感染対策の専門家がまとめた 小児感染対策マニュアル』（じほう、2015年12月）
- 玄侑宗久『ないがままで生きる』（SBクリエイティブ、2016年1月）
- 石井郁男『はじめての哲学』（あすなろ書房、2016年2月）
- 藤井青銅著、柳家花緑脚色・実演『柳家花緑の同時代ラクゴ集 ちょいと社会派』（竹書房、2016年4月）
- 藤江じゅん『サッカク探偵団 (3) なぞの影ぼうし』（角川書店、2016年7月）
- モーリス・ルブラン著、平岡敦訳『怪盗ルパン 謎の旅行者』（理論社、2016年12月）
- ジャック・ロンドン著、千葉茂樹訳『世界が若かったころ』（理論社、2017年1月）
- D・H・ロレンス著、代田亜香子訳『二番がいちばん』（理論社、2017年1月）
- アントン・チェーホフ著、小宮山俊平訳『大きなかぶ』（理論社、2017年2月）
- マーク・トウェイン著、堀川志野舞訳『百万ポンド紙幣』（理論社、2017年2月）
- 山崎ナオコーラ『母ではなくて、親になる』（河出書房新社、2017年6月）
- 土屋賢二『年はとるな』（文春文庫、2017年10月）
- レフ・トルストイ著、小宮山俊平訳『三びきのクマ』（理論社、2018年2月）
- エミール・ゾラ著、平岡敦訳『猫の楽園』（理論社、2018年4月）
- コナン・ドイル著、千葉茂樹訳『名探偵ホームズ 踊る人形』（理論社、2018年6月）
- フランツ・カフカ著、酒寄進一訳『雑種』（理論社、2018年8月）
- チャールズ・ディケンズ著、金原瑞人訳『ヒイラギ荘の小さな恋』（理論社、2018年10月）
- 朝日新聞取材班『「小さないのち」を守る 事故、虐待、いじめ……証言から学ぶ予防と対策』（朝日新聞出版、2018年12月）
- 雹月あさみ『トイレで読む、トイレのためのトイレ小説』（KADOKAWA、2019年1月）
- かめおか子ども新聞『はい! こちら子ども記者相談室デス!』（新潮社、2019年5月）
- NHK「カガクのミカタ」制作班編『NHK カガクノミカタ 1 観察してみよう』（NHK出版、2019年8月）
- NHK「カガクのミカタ」制作班編『NHK カガクノミカタ 2 予想してみよう』（NHK出版、2019年8月）
- NHK「カガクのミカタ」制作班編『NHK カガクノミカタ 3 実験してみよう』（NHK出版、2019年8月）
- カレル・チャペック著、小野裕康訳『五つのパン』（理論社、2019年8月）
- 加納圭『NHKカガクノミカタ くらべてみるゲーム』（幻冬舎、2019年9月）
- テオドール・シュトルム著、酒寄進一訳『みずうみ』（理論社、2019年11月）
- マルセル・エーメ著、平岡敦訳『壁抜け男』（理論社、2019年12月）
- アーネスト・トンプソン・シートン著、今泉吉晴訳『森の物語』（理論社、2020年1月）
- 雹月あさみ『トイレで読む、トイレのためのトイレ小説 ふた巻きめ』（KADOKAWA、2020年1月）
- ギルバート・キース・チェスタトン著、金原瑞人訳『ブラウン神父 呪いの書』（理論社、2020年2月）
- モーリス・ルブラン著、平岡敦訳『怪盗ルパン さまよう死神』（理論社、2021年1月）
- ヨハン・ヴォルフガング・フォン・ゲーテ著、酒寄進一訳『魔法つかいの弟子』（理論社、2021年3月）
- ジャン・アンリ・ファーブル著、奥本大三郎訳『昆虫記 すばらしきフンコロガシ』（理論社、2021年5月）
- 糸井重里『こどもは古くならない。』（ほぼ日、2021年7月）
- ふしぎ現象研究会『大人も知らない？ふしぎ現象事典』（マイクロマガジン社、2021年7月）
- トーマス・マン著、木本栄訳『道化者』（理論社、2021年9月）
- オスカー・ワイルド著、金原瑞人訳『幸せな王子』（理論社、2022年2月）
- 読売新聞生活部監修『こころのねっこ「こどもの詩55周年精選集」』（中央公論新社、2022年12月）
- 鹿島和夫『一年一組 せんせいあのね こどものつぶやきセレクション』（理論社、2023年5月）[33]
- アガサ・クリスティー著、堀川志野舞訳『二重の罪』（理論社、2023年8月）[34]
- 亀田製菓 ぽたぽた焼のパッケージイラスト（2023年8月 - ）[35]
- 雹月あさみ『トイレで読む、トイレのためのトイレ小説 よりぬき文庫』（KADOKAWA〈富士見L文庫〉、2023年9月）
- ジハド・ダルウィシュ著、松井裕史訳『ナスレディン スープのスープ』（理論社、2023年9月）[36]
- 東浩紀『訂正する力』（朝日新聞出版〈朝日新書〉、2023年10月）
- コナン・ドイル著、千葉茂樹訳『名探偵ホームズ 瀕死の探偵』（理論社、2023年10月）[37]
- 細谷功『やわらかい頭の作り方 身の回りの見えない構造を解明する』（筑摩書房〈ちくま文庫〉、2023年11月）
- 幡野広志『うまくてダメな写真とヘタだけどいい写真』（ポプラ社、2023年11月）
- オー・ヘンリー著、千葉茂樹訳『賢者の贈り物』（理論社、2023年12月）[38]
- 嶋野道弘ほか著『せいかつたんけんたい : 上 はじめてがいっぱい』（光村図書出版、2024年2月）[39]
- アルフォンス・ドーデ著、平岡敦訳『最後の授業』（理論社、2024年3月）[40]
- 林雄司『ビジネスマン超入門365』（太田出版、2024年3月）
- かくれてしまえばいいのです - コンセプト策定、イラスト担当、コンテンツ制作[41]（ライフリンク、2024年3月）[42]
- NHK「カガクのミカタ」制作班編『NHKカガクノミカタ 自分だけの「フシギ」を見つけよう!』（NHK出版、2024年3月）
- 嶋野道弘ほか著『せいかつたんけんたい: 下 はっけんだいすき』（光村図書出版、2024年6月）[39]

## 出演

### テレビ
- 情熱大陸（TBS系列局、2018年10月21日[43]）
- SWITCHインタビュー 達人達（NHK Eテレ、2019年12月7日） - 写真家・梅佳代との対談。
- あさイチ「プレミアムトーク」（NHK総合テレビ、2020年7月31日、2025年2月5日[44]）
- すごい宿題「ヨシタケシンスケ スペシャル」（Eテレビ、2020年12月28日[45]）
- 世界一受けたい授業（日本テレビ、2022年8月20日）
- ひるまえ ほっと（NHK総合テレビ、2023年5月26日）

### 対談・インタビュー
- ヨシタケシンスケ☓糸井重里 逃げつづけてきました。2017 - ほぼ日刊イトイ新聞
- ヨシタケシンスケの共感の集め方 2020/02/20 - プレジデントオンライン
- 絵本作家ヨシタケシンスケ @ Japan Praise 2022 - NHK

### 公式読み聞かせ
- あきらがあけてあげるから／ヨシタケシンスケ（作・絵）｜公式【作者読み聞かせ】 - YouTube
- りゆうがあります／ヨシタケシンスケ（作・絵）｜公式【作者読み聞かせ】 - YouTube
- おしっこちょっぴりもれたろう／ヨシタケシンスケ（作・絵）｜公式【作者読み聞かせ】 - YouTube